# Courtier grossiste
Pour les articles homonymes, voir Courtier (homonymie).
 (août 2024).
Si vous disposez d'ouvrages ou d'articles de référence ou si vous connaissez des sites web de qualité traitant du thème abordé ici, merci de compléter l'article en donnant les références utiles à sa vérifiabilité et en les liant à la section « Notes et références ».
Le courtier grossiste est un métier qui a pour spécificité de concevoir des produits d'assurance, de les placer auprès des assureurs porteurs de risques, lesquels lui délèguent les opérations de gestion et administratives pour enfin, les proposer à un réseau qui en assure la distribution.
Cela permet au courtier grossiste de couvrir l’ensemble des besoins d’assurances du particulier et des entreprises en dommages aux biens, en assurances de personnes, en risques professionnels, en risques locatifs et immobilier, etc.
Cette approche par marché lui permet d’aborder l’assuré final avec des offres globales, complètes et cohérentes. Avec un positionnement de multi-spécialiste, le courtier grossiste apporte à son réseau d’intermédiaires des solutions pertinentes et compétitives sur des segments de risques mal servis par les assureurs traditionnels[réf. souhaitée].